# Rapala sankakuhonis
Rapala sankakuhonis är en fjärilsart som beskrevs av Matsumura 1938. Rapala sankakuhonis ingår i släktet Rapala och familjen juvelvingar. Inga underarter finns listade.